# Persone di cognome King
| Questa pagina contiene informazioni ricavate automaticamente dalle voci biografiche con l'ausilio del template Bio e di un bot. L'aggiornamento è periodico e automatico e ricostruisce completamente la pagina. Se manca una persona in questa lista, sei pregato di non aggiungerla, ma accertati piuttosto che la sua voce biografica contenga il template Bio e che i dati anagrafici siano correttamente compilati. Se il template Bio manca, inseriscilo tu stesso o, in alternativa, metti l'avviso {{tmp\|Bio}} che ne segnala la mancanza. Se i dati riportati sono sbagliati, correggi direttamente la voce biografica; le modifiche saranno visibili in questa lista entro pochi giorni. Per chiarimenti vedi il progetto antroponimi. La lista contiene solo le 219 persone che sono citate nell'enciclopedia e per le quali è stato implementato correttamente il template Bio. Pagina aggiornata al 7 ago 2025. |

Questa è una lista di persone presenti nell'enciclopedia che hanno il cognome King, suddivise per attività principale.

## Agronomi(1)
- Franklin Hiram King, agronomo statunitense (Whitewater, n. 1848 - † 1911)

## Allenatori di calcio(4)
- Andy King, allenatore di calcio e ex calciatore gallese (Maidenhead, n. 1988)
- Andy King, allenatore di calcio e calciatore inglese (Luton, n. 1956 - Luton, † 2015)
- Bryan King, allenatore di calcio e ex calciatore inglese (Bishop's Stortford, n. 1947)
- Raymond King, allenatore di calcio e calciatore inglese (Radcliffe, n. 1924 - Bangkok, † 2014)

## Altisti(1)
- Bob King, altista statunitense (Los Angeles, n. 1906 - Walnut Creek, † 1965)

## Ammiragli(1)
- Ernest King, ammiraglio statunitense (Lorain, n. 1878 - Kittery, † 1956)

## Animatori(1)
- Jack King, animatore e regista statunitense (Birmingham, n. 1895 - Los Angeles, † 1958)

## Artisti(1)
- Charles Bird King, artista statunitense (Newport, n. 1785 - Washington, † 1862)

## Attiviste(1)
- Alveda King, attivista, politica e scrittrice statunitense (Atlanta, n. 1951)

## Attivisti(1)
- Alfred Daniel Williams King, attivista statunitense (Atlanta, n. 1930 - Atlanta, † 1969)

## Attori(12)
- Alan King, attore statunitense (New York, n. 1927 - New York, † 2004)
- Brett King, attore statunitense (Ocean Beach, n. 1920 - Palm Beach, † 1999)
- Carlton S. King, attore e regista statunitense (St. Louis, n. 1888 - Glendale, † 1932)
- Charles King, attore e cantante statunitense (New York, n. 1889 - Londra, † 1944)
- Charles King, attore statunitense (Hillsboro, n. 1895 - Hollywood, † 1957)
- Dennis King, attore e cantante britannico (Coventry, n. 1897 - New York, † 1971)
- Erik King, attore statunitense (Washington, n. 1963)
- Jamie Thomas King, attore britannico (Londra, n. 1981)
- Joe King, attore statunitense (Austin, n. 1883 - Los Angeles, † 1951)
- Perry King, attore statunitense (Alliance, n. 1948)
- Ted King, attore statunitense (Hollywood, n. 1965)
- Wright King, attore statunitense (Okmulgee, n. 1923 - Canoga Park, † 2018)

## Attori teatrali(1)
- John Michael King, attore teatrale statunitense (New York, n. 1926 - † 2008)

## Attrici(19)
- Anita King, attrice statunitense (Michigan City, n. 1884 - Hollywood, † 1963)
- Adrienne King, attrice statunitense (Oyster Bay, n. 1960)
- Aja Naomi King, attrice statunitense (Los Angeles, n. 1985)
- Alison King, attrice britannica (Leicester, n. 1973)
- Cammie King, attrice statunitense (Los Angeles, n. 1934 - Fort Bragg, † 2010)
- Georgia King, attrice scozzese (Edimburgo, n. 1986)
- Ginifer King, attrice e conduttrice televisiva statunitense (Texas, n. 1978)
- Cleo King, attrice e cantante statunitense (Saint Louis, n. 1962)
- Hunter King, attrice statunitense (n. 1993)
- Jaime King, attrice e modella statunitense (Omaha, n. 1979)
- Joey King, attrice statunitense (Los Angeles, n. 1999)
- Lorelei King, attrice statunitense (Pittsburgh, n. 1963)
- Mabel King, attrice statunitense (Charleston, n. 1932 - Los Angeles, † 1999)
- Mollie King, attrice statunitense (New York, n. 1895 - Fort Lauderdale, † 1981)
- Nika King, attrice e comica statunitense (Miami, n. 1978)
- Regina King, attrice e regista statunitense (Los Angeles, n. 1971)
- Rowena King, attrice britannica (Londra, n. 1970)
- Susan Hogan, attrice canadese (Vancouver, n. 1948)
- Yolanda King, attrice e produttrice cinematografica statunitense (Montgomery, n. 1955 - Santa Monica, † 2007)

## Avventuriere(1)
- Olive Kelso King, avventuriera australiana (Sydney, n. 1885 - Melbourne, † 1958)

## Bassisti(1)
- Mark King, bassista, cantante e compositore britannico (Cowes, n. 1958)

## Batteristi(2)
- David King, batterista e compositore statunitense (Minneapolis, n. 1970)
- Simon King, batterista inglese (Oxford, n. 1950)

## Biologi(1)
- Thomas Joseph King, biologo statunitense (n. 1921 - † 2000)

## Calciatori(10)
- Billy King, calciatore scozzese (Edimburgo, n. 1994)
- Syd King, calciatore e allenatore di calcio inglese (Chatham, n. 1873 - Londra, † 1933)
- Joel King, calciatore australiano (Figtree, n. 2000)
- John King, calciatore e allenatore di calcio inglese (Marylebone, n. 1938 - † 2016)
- Joshua King, calciatore norvegese (Oslo, n. 1992)
- Joshua King, calciatore inglese (n. 2007)
- Marlon King, ex calciatore giamaicano (Dulwich, n. 1980)
- Richard King, calciatore giamaicano (Clarendon Parish, n. 2001)
- Robert King, calciatore inglese (Leigh-on-Sea, n. 1862 - † 1950)
- Stephen King, ex calciatore statunitense (Medford, n. 1986)

## Canottieri(1)
- Clyde King, canottiere statunitense (Montezuma, n. 1898 - Mill Valley, † 1982)

## Cantanti(5)
- Chris Thomas King, cantante e attore statunitense (Baton Rouge, n. 1964)
- Dave King, cantante irlandese (Dublino, n. 1961)
- Diana King, cantante giamaicana (Spanish Town, n. 1970)
- Evelyn King, cantante statunitense (New York, n. 1960)
- Paul King, cantante britannico (Galway, n. 1960)

## Cantautori(1)
- Jonathan King, cantautore, produttore discografico e imprenditore britannico (Londra, n. 1944)

## Cantautrici(2)
- Carole King, cantautrice e compositrice statunitense (New York, n. 1942)
- Emily King, cantautrice statunitense (New York, n. 1985)

## Cavallerizze(1)
- Mary King, cavallerizza britannica (Newark-on-Trent, n. 1968)

## Cestisti(33)
- Chris King, ex cestista statunitense (Newton Grove, n. 1969)
- Dan King, cestista e allenatore di pallacanestro statunitense (Paris, n. 1931 - Louisville, † 2003)
- Dolly King, cestista e allenatore di pallacanestro statunitense (n. 1916 - Binghamton, † 1969)
- Jim King, ex cestista statunitense (New Orleans, n. 1943)
- Jim King, ex cestista e allenatore di pallacanestro statunitense (Tulsa, n. 1941)
- Jimmy King, ex cestista statunitense (South Bend, n. 1973)
- Maurice King, cestista statunitense (Kansas City, n. 1935 - Kansas City, † 2007)
- Mike King, ex cestista statunitense (Baltimora, n. 1978)
- Mike King, ex cestista canadese (Guelph, n. 1980)
- Reggie King, ex cestista statunitense (Birmingham, n. 1957)
- Rich King, ex cestista statunitense (Lincoln, n. 1969)
- Stacey King, ex cestista e allenatore di pallacanestro statunitense (Lawton, n. 1967)
- Tom King, cestista statunitense (Cincinnati, n. 1924 - Amelia Island, † 2015)
- V.J. King, cestista statunitense (Cleveland, n. 1997)
- Albert King, ex cestista statunitense (Brooklyn, n. 1959)
- Alex King, ex cestista tedesco (Ansbach, n. 1985)
- Anthony King, ex cestista statunitense (Durham, n. 1985)
- Bernard King, ex cestista statunitense (Brooklyn, n. 1956)
- Frankie King, ex cestista statunitense (Baxley, n. 1972)
- Gerard King, ex cestista statunitense (New Orleans, n. 1972)
- Jonathan King, cestista panamense (Panama, n. 1990)
- Leroy King, cestista statunitense (Greenley, n. 1921 - Fountain Valley, † 2004)
- Louis King, cestista statunitense (Secaucus, n. 1999)
- Loyd King, ex cestista e allenatore di pallacanestro statunitense (Asheville, n. 1949)
- Mojave King, cestista neozelandese (Dunedin, n. 2002)
- Nick King, cestista statunitense (Memphis, n. 1995)
- Patrick King, ex cestista tedesco (Düsseldorf, n. 1970)
- Ron King, ex cestista statunitense (Louisville, n. 1951)
- Shawn King, cestista sanvincentino (Gasparillo, n. 1982)
- Tavon King, cestista statunitense (Gates, n. 1997)
- Taylor King, ex cestista statunitense (Huntington Beach, n. 1988)
- Terrance King, cestista statunitense (Bushkill, n. 1990)
- Winfred King, ex cestista statunitense (Atlanta, n. 1961)

## Chitarriste(1)
- Kaki King, chitarrista e compositrice statunitense (Atlanta, n. 1979)

## Chitarristi(4)
- Albert King, chitarrista e cantante statunitense (Indianola, n. 1923 - Memphis, † 1992)
- B.B. King, chitarrista, cantante e compositore statunitense (Itta Bena, n. 1925 - Las Vegas, † 2015)
- Freddie King, chitarrista statunitense (Gilmer, n. 1934 - Dallas, † 1976)
- Kerry King, chitarrista statunitense (Los Angeles, n. 1964)

## Ciclisti su strada(2)
- Ted King, ex ciclista su strada statunitense (Exeter, n. 1983)
- Ben King, ex ciclista su strada statunitense (Richmond, n. 1989)

## Compositori(2)
- Alastair King, compositore britannico (n. 1967)
- Robert A. King, compositore e paroliere statunitense (New York, n. 1862 - New York, † 1932)

## Conduttori televisivi(1)
- Larry King, conduttore televisivo, conduttore radiofonico e giornalista statunitense (New York, n. 1933 - Los Angeles, † 2021)

## Conduttrici televisive(1)
- Gayle King, conduttrice televisiva e giornalista statunitense (Chevy Chase, n. 1954)

## Coreografi(1)
- Jamie King, coreografo e ballerino statunitense (New York, n. 1980)

## Criminali(1)
- Sandy King, criminale statunitense († 1881)

## Diplomatici(1)
- Rufus King, diplomatico e politico statunitense (Scarborough, n. 1755 - New York, † 1827)

## Direttori d'orchestra(1)
- Robert King, direttore d'orchestra inglese (Wombourne, n. 1960)

## Dirigenti d'azienda(1)
- Andrew King, manager britannico (n. 1948)

## Dirigenti sportivi(2)
- Don King, dirigente sportivo e imprenditore statunitense (Cleveland, n. 1931)
- Ledley King, dirigente sportivo, allenatore di calcio e ex calciatore inglese (Bow, n. 1980)

## Economisti(1)
- Mervyn Allister King, economista e banchiere britannico (Chesham Bois, n. 1948)

## Esploratori(1)
- Phillip Parker King, esploratore e naturalista australiano (isola di Norfolk, n. 1791 - Sydney, † 1856)

## Fumettisti(1)
- Tom King, fumettista e scrittore statunitense (Washington, n. 1978)

## Genealogisti(1)
- Gregory King, genealogista e statistico britannico (Lichfield, n. 1648 - Londra, † 1712)

## Genetiste(1)
- Mary-Claire King, genetista statunitense (Wilmette, n. 1946)

## Geologi(2)
- Clarence King, geologo e alpinista statunitense (Newport, n. 1842 - Phoenix, † 1901)
- William King, geologo irlandese (Hartlepool, n. 1809 - Galway, † 1886)

## Giocatori di football americano(10)
- Akeem King, giocatore di football americano statunitense (Visalia, n. 1992)
- David King, giocatore di football americano statunitense (Houston, n. 1989)
- Emanuel King, ex giocatore di football americano statunitense (Leroy, n. 1963)
- Gordon King, ex giocatore di football americano statunitense (Madison, n. 1956)
- Kadel King, giocatore di football americano britannico
- Kevin King, giocatore di football americano statunitense (Oakland, n. 1995)
- Lamar King, ex giocatore di football americano statunitense (Baltimora, n. 1975)
- Marquette King, giocatore di football americano statunitense (Macon, n. 1988)
- Shaun King, ex giocatore di football americano statunitense (St. Petersburg, n. 1977)
- Tavarres King, giocatore di football americano statunitense (Mount Airy, n. 1990)

## Giocatori di snooker(2)
- Mark King, giocatore di snooker inglese (Romford, n. 1974)
- Rex King, giocatore di snooker australiano (n. 1934)

## Giocatrici di poker(1)
- Terry King, giocatrice di poker statunitense (Oklahoma)

## Giornalisti(2)
- John King, giornalista e conduttore televisivo statunitense (Dorchester, n. 1963)
- Dennis King, giornalista statunitense (Durham, n. 1941)

## Hockeisti su ghiaccio(1)
- Dwight King, hockeista su ghiaccio canadese (Meadow Lake, n. 1989)

## Imprenditori(1)
- Alexander King, imprenditore britannico (Glasgow, n. 1909 - Londra, † 2007)

## Ingegneri(1)
- Charles Spencer King, ingegnere, progettista e manager britannico (n. 1925 - Coventry, † 2010)

## Lunghisti(1)
- Charles King, lunghista e triplista statunitense (Senatobia, n. 1880 - Fort Worth, † 1958)

## Militari(1)
- Hugh Valentine King, militare britannico (n. 1901 - † 1947)

## Modelle(3)
- Isis King, modella e stilista statunitense (Contea di Prince George, n. 1985)
- Kate King, modella canadese (Mississauga, n. 1991)
- Rebecca Ann King, modella statunitense (Hancock, n. 1950)

## Modelli(1)
- Scott King, supermodello e attore statunitense (Fern Park, n. 1969)

## Musicisti(1)
- Ed King, musicista statunitense (Glendale, n. 1949 - Nashville, † 2018)

## Nuotatori(1)
- Matthew King, nuotatore statunitense (Seattle, n. 2002)

## Nuotatrici(2)
- Ellen King, nuotatrice britannica (Renfrew, n. 1909 - Parkgate, † 1994)
- Lilly King, ex nuotatrice statunitense (Evansville, n. 1997)

## Ostacolisti(1)
- David King, ostacolista britannico (Plymouth, n. 1994)

## Pallanuotisti(1)
- Jack King, pallanuotista australiano (n. 1910 - Sydney, † 2000)

## Pallavolisti(1)
- Jonathan King, pallavolista portoricano (n. 1982)

## Piloti automobilistici(2)
- Brownie King, pilota automobilistico statunitense (n. 1934)
- Jordan King, pilota automobilistico britannico (Warwick, n. 1994)

## Pistard(2)
- Charles King, pistard britannico (Putney, n. 1911 - Wellington, † 2001)
- Jack King, pistard australiano (Roma, n. 1897 - † 1983)

## Pittori(1)
- Haynes King, pittore britannico (Barbados, n. 1831 - Londra, † 1904)

## Poetesse(1)
- Linda King, poetessa e scultrice statunitense (n. 1940)

## Poeti(1)
- Edward King, poeta inglese (Irlanda, n. 1610 - Mare d'Irlanda, † 1637)

## Politiche(1)
- Kimberlyn King-Hinds, politica statunitense (Tinian, n. 1975)

## Politici(6)
- Steve King, politico statunitense (Storm Lake, n. 1949)
- William R. King, politico statunitense (Contea di Sampson, n. 1786 - Selma, † 1853)
- Horatio King, politico statunitense (Paris, n. 1811 - Washington, † 1897)
- Peter T. King, politico statunitense (New York, n. 1944)
- Samuel Ward King, politico statunitense (Johnston, n. 1786 - Providence, † 1851)
- William Lyon Mackenzie King, politico canadese (Berlin, Ontario, n. 1874 - Chelsea, † 1950)

## Produttori cinematografici(1)
- Graham King, produttore cinematografico britannico (Londra, n. 1961)

## Produttrici televisive(1)
- I. Marlene King, produttrice televisiva, sceneggiatrice e regista statunitense (Ratisbona, n. 1962)

## Psicologi(1)
- Charles Daly King, psicologo e scrittore statunitense (New York, n. 1895 - Bermuda, † 1963)

## Registi(8)
- Louis King, regista e attore statunitense (Christiansburg, n. 1898 - Los Angeles, † 1962)
- Allan King, regista canadese (Vancouver, n. 1930 - Toronto, † 2009)
- Burton L. King, regista, produttore cinematografico e attore statunitense (Cincinnati, n. 1877 - Hollywood, † 1944)
- Henry King, regista, attore e sceneggiatore statunitense (Christiansburg, n. 1886 - Toluca Lake, † 1982)
- Michael Patrick King, regista e produttore televisivo statunitense (Scranton, n. 1954)
- Paul King, regista e sceneggiatore britannico (Chicago, n. 1978)
- Shaka King, regista, sceneggiatore e produttore cinematografico statunitense (New York, n. 1980)
- Zalman King, regista, sceneggiatore e produttore cinematografico statunitense (Trenton, n. 1941 - Santa Monica, † 2012)

## Rugbiste a 15(1)
- Fiona King, ex rugbista a 15 neozelandese (Millers Flat, n. 1972)

## Rugbisti a 15(1)
- Alex King, ex rugbista a 15 e allenatore di rugby a 15 britannico (Brighton, n. 1975)

## Sassofoniste(1)
- Rosa King, sassofonista e cantante statunitense (Macon, n. 1939 - Roma, † 2000)

## Sassofonisti(1)
- Alan King, sassofonista, flautista e attore britannico (Coventry, n. 1940 - Bologna, † 2017)

## Scacchisti(1)
- Daniel King, scacchista inglese (Beckenham, n. 1963)

## Sceneggiatori(1)
- Robert King, sceneggiatore statunitense (n. 1959)

## Schermitrici(1)
- Harriet King, ex schermitrice statunitense (New York, n. 1935)

## Scrittori(6)
- Joe Hill, scrittore e fumettista statunitense (Hermon, n. 1972)
- Clive King, scrittore britannico (Richmond upon Thames, n. 1924 - Thurlton, † 2018)
- John King, scrittore inglese (Slough, n. 1960)
- Owen King, scrittore statunitense (Bangor, n. 1977)
- Rufus King, scrittore statunitense (New York, n. 1893 - Hollywood, † 1966)
- Stephen King, scrittore e sceneggiatore statunitense (Portland, n. 1947)

## Scrittrici(4)
- Laurie King, scrittrice statunitense (Oakland, n. 1952)
- Lily King, scrittrice statunitense (Massachusetts, n. 1963)
- Tabitha Jane Spruce, scrittrice e fotografa statunitense (Old Town, n. 1949)
- Willie Christine King, scrittrice, insegnante e attivista statunitense (Atlanta, n. 1927 - Atlanta, † 2023)

## Scultori(1)
- Phillip King, scultore e docente britannico (Kheredinne, n. 1934 - Londra, † 2021)

## Sollevatrici(1)
- Morghan King, sollevatrice statunitense (Seattle, n. 1985)

## Storiche dell'arte(1)
- Georgiana Goddard King, storica dell'arte e fotografa statunitense (Virginia Occidentale, n. 1871 - Los Angeles, † 1939)

## Storiche delle religioni(1)
- Karen Leigh King, storica delle religioni statunitense (n. 1954)

## Storici(1)
- David King, storico e scrittore statunitense (n. 1970)

## Tenniste(3)
- Billie Jean King, ex tennista statunitense (Long Beach, n. 1943)
- Phyllis King, tennista britannica (Londra, n. 1905 - Horley, † 2006)
- Vania King, ex tennista statunitense (Monterey Park, n. 1989)

## Tennisti(3)
- Darian King, tennista barbadiano (Bridgetown, n. 1992)
- Evan King, tennista statunitense (Chicago, n. 1992)
- Kevin King, tennista statunitense (Peachtree City, n. 1991)

## Tenori(1)
- James King, tenore statunitense (Dodge City, n. 1925 - Naples, † 2005)

## Triatlete(1)
- Joanne King, triatleta australiana (Geelong, n. 1976)

## Tuffatrici(1)
- Micki King, ex tuffatrice statunitense (Pontiac, n. 1944)

## Velociste(1)
- Joyce King, velocista australiana (Sydney, n. 1920 - † 2001)

## Velocisti(3)
- Emmit King, velocista statunitense (Bessemer, n. 1959 - Bessemer, † 2021)
- Kyree King, velocista statunitense (Ontario, n. 1994)
- Leamon King, velocista statunitense (Tulare, n. 1936 - Delano, † 2001)

## Senza attività specificata(2)
- Richard King, tecnico del suono statunitense (Tampa, n. 1940)
- Rodney King, statunitense (Sacramento, n. 1965 - Rialto, † 2012)